# Trinucleus
Trinucleus is een monotypisch geslacht van uitgestorven trilobieten, dat leefde in het Ordovicium. 

## Beschrijving
Net als de rest van de familie Trinucleidae, kenmerkt deze 2,5 centimeter lange trilobiet zich door een groot kopschild of cephalon zonder ogen, een gezwollen glabella, een brede rand voorzien was van putjes in geordende rijen, zes segmenten in het middenlijf (of thorax), en een zeer stomp driehoekig staartschild of (pygidium). 